# George McJunkin
George McJunkin (Midway, 1851 - Folsom, janeiro de 1922) foi um ex-escravo e vaqueiro que descobriu fósseis de bisões gigantes (Bison antiquus) e pontas de lanças em Clovis, Novo México. Estas descobertas motivaram pesquisas no local, permitindo que se descobrisse vestígios materiais de uma cultura primitiva datada em cerca de 11.500 anos. As descobertas levaram aos cientistas produzirem a Teoria Clóvis (Clovis First), dizendo que os primeiros homens da América chegaram ao continente atravessando o Estreito de Bering durante a última glaciação.
Nascido escravo em Midway, Texas, numa pequena aldeia entre Houston e Dallas, George era filho de um ferreiro.  Após a Guerra Civil (já na situação de ex-escravo) mudou-se para o norte do Novo México, passando a trabalhar como vaqueiro. Trabalhando como chefe de um rancho, chamado Crowfoot (próximo de Folsom), George fez a descoberta que mudaria a história sobre a ocupação do homem na América. Após uma tempestade de proporções arrasadoras em Folsom, em 27 de agosto de 1908, George fazia a verificação dos danos causados por ela nas cercas do rancho junto de seu amigo Bill Gordon, quando avistou no dia seguinte fósseis de bisões gigantes (Bison antiquus) que a enxurrada havia deixado à mostra. Naquele momento George percebeu que estava diante de um enigma, pois apesar de identificar a forma de bisão entre os ossos, sabia que não havia nenhum animal vivo naquela região que pudesse chegar àquele tamanho, portanto sabia que havia feito uma descoberta importante.
George passou os anos seguintes procurando interessados em investigar os fósseis encontrados, buscando respostas para os seus achados, mas sem  sucesso. Morreu em janeiro de 1922 sem nenhuma informação sobre os fósseis. Após sete meses de sua morte um grupo de homens se interessaram em viajar ao local das descobertas e realizaram estudos mais profundos, identificando as ossadas ali encontradas e descobrindo a presença humana junto da megafauna do local.